# 爱尔兰共产党（马列）
爱尔兰共产党（马列）（英語：Communist Party of Ireland (Marxist–Leninist)，缩写为CPI(ML)）是爱尔兰的一个已不存在的共产主义政党。该党成立于1965年。该党先是奉行毛主义，中阿决裂后转而奉行霍查主义。该党于2003年解散。该党曾与阿尔巴尼亚劳动党、加拿大共产党（马列）和不列颠革命共产党（马列）有着紧密联系。